# Podocarpus polyspermus
Podocarpus polyspermus är en barrträdart som beskrevs av De Laub. Podocarpus polyspermus ingår i släktet Podocarpus och familjen Podocarpaceae. IUCN kategoriserar arten globalt som starkt hotad. Inga underarter finns listade i Catalogue of Life.